# The Paris Opera
The Paris Opera è un film documentario francese del 2017 diretto da Jean-Stéphane Bron.

## Trama
Autunno 2015. All'Opera di Parigi, Stéphane Lissner sta apportando gli ultimi tocchi alla sua prima conferenza stampa da direttore. Dietro le quinte, gli artisti e la crew si preparano all'apertura della nuova stagione, con lo spettacolo "Moses and Aaron", da Schönberg. Ma l'annuncio di uno sciopero e l'arrivo di un toro per un ruolo secondario complica le cose. Allo stesso tempo, un giovane promettente cantante russo entra a far parte dell'Academy dell'Opera. Il suo destino si incrocerà con quello di Bryn Terfel, una delle migliori voci del suo tempo.
La stagione procede, con l'arrivo di nuovi addetti e artisti e con un susseguirsi di eventi. Ma le cose si fanno tragiche quando iniziano gli attacchi terroristici alla capitale francese. Anche se si cerca di far continuare lo spettacolo ad ogni costo, i problemi sembrano non finire per il nuovo direttore. Il famoso coreografo Benjamin Millepied prende il posto di direttore del balletto al Palais Garnier. La lavorazione per l'opera Die Meistersinger di Richard Wagner riunisce la compagnia.

## Distribuzione
Il film è stato distribuito in Italia da I Wonder Pictures.